# 名古屋市緑図書館
名古屋市緑図書館（なごやしみどりとしょかん）は、名古屋市緑区旭出の名古屋市図書館分館である。
2016年度の蔵書数は89,373冊、貸出数は289,512冊である。
図書を89,373冊（一般書：63,480冊、児童書：25,864冊）、新聞を24紙、雑誌を196誌、視聴覚資料を1809点（紙芝居：698組、CD：819枚、カセットテープ:109巻、ビデオテープ：1巻、ビデオディスク：160枚、CD・DVD-ROM：22枚）所蔵している。

## 歴史
名古屋市図書館13番目の分館として、1972年（昭和47年）8月12日に開館。名古屋市立緑高等学校の南側傾斜地を整地して建設されたもので、かつて同地に所在した名古屋市立鳴海中学校時代には自転車置き場として利用されていた場所であるという。開館当初の蔵書は1万冊。
耐震補強およびバリアフリー化工事により、2016年（平成28年）7月12日に再オープンを果たした。2017年（平成29年）7月4日には返却ポストをイオンモール大高レストラン北口に新設し、同店専門店街の開館時間中に図書および紙芝居の返却を受け付けている。

## 特色
図書館広報として、東名ケーブルテレビに対して、利用案内や読書案内などの取材を受けるなどの取り組みも行った。

## サービス
図書館の入館や利用はだれでも可能であるが、館外貸出には利用者登録が必要で愛知県在住・在勤・在学者のみが可能となっている。
館外貸出
図書が最大14日で6冊まで、それとは別に紙芝居が3組、カセットテープ・CD・DVDが3点、紙芝居舞台1台の館外帯出が可能である。また、返却は紙芝居の舞台以外であれば貸し出し館に限らず名古屋市図書館各館において行うことができる。ただし、貸出点数に関しては、名古屋市図書館全館で共通して計算する。
開館時間
火 - 土：9時30分 - 19時00分
日・祝日：9時30分 - 17時00分
休館日
月曜日（祝日の場合は開館し翌日休館）
毎月第3金曜日（祝日の場合は開館）
特別整理期間
年末年始（12月29日から1月4日まで）

## 交通アクセス
- 名古屋市営バス「緑高校」・「緑図書館」・「中旭出」停留所下車[5]
- 名鉄バス「中旭出」停留所下車[5]

## 公式サイト
- 公式ウェブサイト（日本語）